# Ein starkes Team: Preis der Schönheit
Preis der Schönheit ist ein deutscher Fernsehfilm von Ulrich Zrenner aus dem Jahr 2018. Es handelt sich um die 74. Folge der Krimiserie Ein starkes Team mit Florian Martens und Stefanie Stappenbeck in den Hauptrollen. Es ist der zehnte Einsatz von Linett Wachow an der Seite von Otto Garber.

## Handlung
Die 23-jährige Leonie Seiters bricht während eines Fotoshootings zusammen und stirbt. Die Polizei wird gerufen und die Kommissare Otto Garber und Linett Wachow nehmen die Ermittlungen auf. Der Gerichtsmediziner stellt eine Vergiftung fest und schließt Drogenmissbrauch nicht aus. Offensichtlich wurde ihr mittels eines Getränks Liquid Ecstasy in einer Überdosis verabreicht. Tatverdächtig sind die Konkurrentinnen des Opfers, ihr ehemaliger Freund, aber auch die Chefin der Modelagentur, mit der das Opfer Probleme hatte. Eine sehr verdächtige Spur führt zu dem Starfotografen Jens Eberwein. Garber und Wachow finden heraus, dass er junge Models zu sehr privaten Fotoshootings einlädt. Dabei „vermittelt“ er die Mädchen an seine männlichen Gäste. Er selber gibt an, schwul zu sein und sich selber nicht an den Mädchen vergangen zu haben. Am Tod von Leonie sei er unschuldig, sie habe ihm schließlich die Mädchen mitbesorgt und sie überredet, zu den Partys zu kommen, wovon er sehr profitiert habe.
Zu einem dramatischen Zwischenfall kommt es, als Leonies Exfreund Patrick Heise die Suche nach dem Täter in die eigenen Hände nehmen will, weil ihm die polizeilichen Ermittlungen zu langsam gehen. Nach seiner Meinung ist eindeutig die Agenturchefin schuld. So lauert er ihr eines Abends auf und überfährt sie absichtlich mit einem gestohlenen Wagen. Zum Glück wird sie dabei nicht lebensgefährlich verletzt.
Während sich die Ermittlungen auf das aktuelle Umfeld des Opfers konzentrieren, vernachlässigen Graber und Wachow den Todesfall eines Models vor einigen Wochen. Unbemerkt hat Sandra Keppler, die Mutter dieses Mädchens, die als Drogenexpertin an den Untersuchungen mitarbeitet, Einblicke in die Untersuchungsergebnisse erhalten. Als die Kommissare das erkennen, können sie die Frau gerade noch davon abhalten, auch noch den Fotografen umzubringen. Reumütig gibt sie an, Leonie und Eberwein hätten ihr das Letzte genommen, wofür es sich zu leben lohnte. Durch Leonie sei ihre 14-jährige Tochter Alina zu einer von Eberweins Partys gelangt und habe unter Einfluss von Drogen Sex mit einem wildfremden Mann gehabt. Das habe die schüchterne Alina, die noch keinen Freund hatte, am Ende in den Suizid getrieben.

## Hintergrund
Preis der Schönheit wurde vom 11. Oktober bis 30. November 2017 in Berlin gedreht und am 17. Februar 2018 um 20:15 Uhr im ZDF erstausgestrahlt.
Sputnik, dessen Rolle als Geschäftsmann in der Serie als ein Running Gag angelegt ist, engagiert sich in dieser Folge als Hundefreund. Über eine Lotterie will er einem alten und kranken Polizeihund zu einer Operation verhelfen.

## Rezeption

### Einschaltquoten
Die Erstausstrahlung am 17. Februar 2018 erreichte 8,35 Millionen Zuschauer, was einem Marktanteil von 25,4 Prozent entsprach.

### Kritiken
Tilmann P. Gangloff befand auf tittelbach.tv: „‚Preis der Schönheit‘ […] wirkt, als hätten sich die Beteiligten vorgenommen, alle nur denkbaren Klischees über die Modelbranche zu verarbeiten. Die jungen Frauen ernähren sich von Drogen und Appetitzüglern, Ehrgeiz und Missgunst trüben das Miteinander, Aufträge gibt es nur gegen Sex bei Koks-Partys. Was ein seriöser Beitrag zur aktuellen Debatte über sexuelle Übergriffe (#metoo) hätte werden können, ist ein spannungsarmes, lieb- und lustloses Kolportage-Stück geworden, das deutlich unter dem Qualitätsdurchschnitt der Reihe liegt.“
Die Kritiker der Fernsehzeitschrift TV Spielfilm vergaben nur eine mittlere Wertung (Daumen gerade) und meinten: „Uninspiriert und wenig erhellend werden hier platte Einsichten über die Modelbranche geteilt. Der Krimi packt nicht, die wenigen Scherze zünden nicht, überhaupt hat man jeden Aspekt dieses Filmes oft genug woanders besser gesehen.“ Fazit: „Dröge TV-Kost, die eher Graubrot als Kuchen ist.“
Ulrich Feld von der FNP kritisierte: „Ein Mord im Model-Milieu in dieser Serie? Die Idee erscheint schon etwas zwiespältig: Ist es doch oft gerade der Blick in die Wohnstuben der Normalbürger und dazu ein kräftiger Schuss Hinterhof-Atmosphäre, die den besonderen Reiz von ‚Ein starkes Team‘ ausmacht. Zumal auch speziell Florian Martens als prolliger Kommissar Otto Garber diesen Hintergrund stets glaubwürdig verkörpert. In der jüngsten Episode ist vom Kleine-Leute-Milieu indessen wenig zu spüren.“ „Ein Glanzstück wird der Krimi dadurch aber nicht.“